# Jorge Giménez Artuñedo
Jorge Giménez Artuñedo (Bétera, 7 de gener de 1985) és un futbolista valencià que juga al club macedoni FK Vardar Skopje com a extrem dret.
Format en el València CF, la temporada 2006/07 va ser cedit al Benidorm CF. Després d'una temporada al CD Dénia, va fitxar per l'CE Alcoià per la temporada 2010/11. Amb el conjunt d'Alcoi va aconseguir l'ascens a la Segona Divisió Espanyol. La següent temporada va jugar amb el Lleida Esportiu.
La temporada 2012/2013 va fitxar per l'FK Vardar Skopje, equip amb el qual va guanyar la Lliga macedònia de futbol.